# 長屋宏
長屋 宏（ながや ひろし、1931年 - ）は、日本のアレルギー専門医、社会福祉法人康和会 久我山臨床アレルギー研究所、久我山アレルギークリニック院長。米国での豊富なアレルギー診療の経験を活かし、減感作療法を日本に普及している。気管支喘息をはじめとする各種アレルギー病の診療で、日本でトップクラスの実績を上げている。
日本のアレルギー診療の改善可能な点として、原因アレルゲンを確認するための感度の高い皮膚テストを行うこと、ダニや花粉をはじめとする標準化アレルゲンワクチンを日本でも使用可能にして有効な減感作療法を行うことなどを指摘している。
現在日本で増加する小児喘息に関しても、安全かつ有効な標準化ダニアレルゲンを用いた減感作療法をすることで、小児喘息患者の肺機能の改善,成長,維持を助けて健康な成人を育てることが厚生医療行政の急務であると主張している。

## 略歴
- 1931年 神奈川県横須賀市生まれ
- 1956年 東京大学医学部卒業
- 1957年 東京大学医学部附属病院物療内科入局直後にフルブライト留学生として渡米。インターン、レジデント、フェローとして内科学、アレルギー・呼吸器病の研究と診療を重ね、米国内科学、アレルギーおよび臨床免疫学の専門医試験に合格
- 1968年 デューク大学医学部内科助教授
- 1974年 カリフォルニア大学アーバイン校医学部内科 Associate professor 兼 ロングビーチ在郷軍人病院アレルギー部長
- 1982年 カリフォルニア大学アーバイン校医学部内科教授
- 1990年 杏林大学医学部内科客員教授（2002年まで）
- 1990年 久我山病院アレルギー科部長（2011年まで）
- 2011年 社会福祉法人康和会 久我山臨床アレルギー研究所,久我山アレルギークリニック院長

- 日本アレルギー学会認定専門医

## 人物
日本でアレルギー免疫療法が最初に行われたのは1958年であるが、長屋氏が免疫療法を初めて行ったのは1959年で、米国のDuke大学のアレルギー・呼吸器科のフェローの時である。1974年にカリフォルニア大学でアレルギーのフェローを教育する立場になり、その後、大学で教える傍ら、ロサンゼルス郊外にアレルギー診療所を開き、地域のアレルギー開業医とも深く接触する機会を得た。1990年帰国以後も米国で習得した免疫療法を日本でも続け、その普及をしている。

## 日本における免疫療法の治療実績と症例

### 症例1
初診時22歳、男性。1歳前に湿疹、2歳で通年性鼻炎、3歳で喘息を発症、7～9歳で経口ステロイドを必要とした。3～8歳の5年間と初診前1年半は大学病院でハウスダストの減感作療法を受けたが初診時の1秒量(FEV1)は2.66l(予測値の65.8%)で1秒量/予測肺活量(FEV1/VCpr)は63.0%であった。小児喘息の90%はダニが原因で6歳までに発症するから早期に免疫療法で介入するのが最も有効である可能性が高い

。本症例は喘息発症後19年経ていたが、5年半の免疫療法でFEV1が初めて予測値を超えて3,91l(予測値の101,3%)、FEV1/VCprも初診後最高値の94,9%に改善した。総累積ダニ・アレルゲン注射量は80.000AU(1年平均14,550AU)以上で1回の最高維持量も540AUで総血清IgEも5,351から1,135に減少して喘息症状はない。

### 症例2
初診時3歳の女子。1歳で全身に湿疹を発症して2歳で喘息の診断で度々点滴治療を受けた。3歳で免疫療法を始めてから2年後に5歳で行った最初のFEV1は1,23l(予測値の144,7%)でFEV1/VCprは110,8%であった。7年間の免疫療法で総累積ダニ・アレルゲン注射量は80,000AU(1年平均11,430AU)以上で1回の最高維持量420AUを受けた後でFEV1は2,71l(予測値の102,3%)、FEV1/VCPRは96,1%となり過去6年間喘息症状はない。

### 症例3
初診時6歳の男子。生後2ヶ月で顔面に湿疹、2歳で湿疹の悪化と呼吸困難を起こして以後喘息の悪化で点滴を必要とした。初診時のFEV1は1,37l(予測値の120.2％)でFEV1/VCPRは95,1％であったが、4年間の免疫療法実施後にFEV1は予測値以下の2,11l(97,7％)でFEV1/VCPRも93,0％に減少した。本症例は免疫療法の頻度が少なく総累積ダニ・アレルゲン注射量も4年間でわずか4,300AU(1年平均1,080AU)で一回の最高維持量も234AUであったが喘息症状は否定している。

### 症例4
初診時56歳の男性。10歳で喘息を発症し“コルチゾン”を服用したが1ヶ月の半分は学校を欠席した。一時軽快した喘息症状が28歳で悪化し53歳で大学病院に入院。退院後も薬物療法のみで喘息は悪化。初診時のFEV1、1.50l(予測値の51,7％)とFEV1/VCPR42,0％は免疫治療開始1年後に最高値FEV1、2,68l(予測値の94,0％)とFEV1/VCPR75,7％に改善した。しかし6年間の総累積ダニ・アレルゲン注射量は320,000AU(1年平均53,330AU)で一回の最高維持量も900AUと高値にもかかわらず6年後にはFEV1は2,06l(予測値の76,3％)でFEV1/VCPRは59,7％に漸減した。本症例は喘息発症後46年経過してから免疫療法を開始したので気道の非可逆的な変化があると思われるが喘息症状は皆無である。

### 症例5
初診時2歳半の男子。2歳前後に喘息を発症し経口ステロイドを必要とした。母親の喘息が免疫療法で無症状になったので息子にも早期に免疫療法を希望して2歳半で治療開始。開始3ヶ月後の喘息症状には経口ステロイドを必要としたが4ヶ月後に起きた喘息にはステロイドの必要はなく、以後は上気道炎によって喘息は起きていない。約1年間の累積ダニ・アレルゲン注射量は4,300AUで1回の最高維持量は450AUで早期介入による成功例。

### 症例6
本稿では唯一の成人発症の初診時57歳の男性喘息患者で、現在72歳の高齢喘息患者にも免疫療法が有効であることを示している。喫煙歴は27~37歳の10年間1日8本吸ったが初診より20年前に止めた。1985年に“気管支炎”の再発、1989年に喘息の診断で入院し、1993年の初診前に3回入・退院を繰り返しプレドニゾロンを毎日最高量40mgを服用していた。初診後2ヶ月間はステロイドを毎日服用して喘息症状がまったくない状態で免疫療法を始めたが、免疫療法が進んで症状が改善するにつれて漸減しながら中止した。初診から1年後のFEV1の一時低下は経口ステロイドの中止によると思われる。FEV1の最高値は免疫療法開始後13年目の2006年に3,13l(予測値の129,3％)を記録し、血清IgE900から178への顕著な低下とともにダニ特異的血液テストも免疫療法開始後10年後に陰性化した。累積ダニ・アレルゲン注射量は65,000AU(1年平均4,330AU)で1回の最高維持量は1,080AUであった。

## 米国と日本での豊富なアレルギー診療の経験からの主張と指摘
標準化ダニ・アレルゲンを使用した免疫療法によって多くの喘息患者は無症状になるが、発症後早期に介入する程FEV1が改善する可能性が高い。早期介入の機会を逸しても発症後20年以内であれば症例IやⅵのようにFEV1改善が起こるかもしれない。しかし、そのためには累積アレルゲン注射量や1回の最高注射量(維持量)が高いほどFEV1が改善する可能性も高いと考えられるうえに治療に5~10年以上要すると思われる。
日本アレルギー学会が推奨する最新の「アレルギー学講座」によれば、米国制標準化コナヒョウヒダニの維持量として50AUを4~8週間隔で3~5年以上続けることを勧めている。しかし、米国標準化コナヒョウヒダニエキス10,000AU/mlの主要アレルゲンDerf1の含量は56μg/mlであるから、Derf1の有効(維持)注射量である10μgは1,786AUに相当する。したがって50AUは有効注射量の1/35でしかない。一般的にアレルゲンの有効維持量は比較的に狭い範囲内にあって主要アレルゲン3~20μgに相当する。標準化コナヒョウヒダニ50AUに含まれるDerf1は0.28μgであるから有効量の下限の1/10以下に相当する。日本における成功例の1回の最高注射量も420~1,080AUであったから50AUの8~20倍に相当する。日本アレルギー学会は「アレルギー学講座」が勧めるコナヒョウヒダニ50AUが維持量として適切であるか否か検証する必要があると指摘する。
免疫療法の最初の適応疾患である花粉症を含めたアレルギー性鼻炎、結膜炎に対して適切にデザインされた二重盲検法の88％は免疫療法の有効性を証明している。日本のスギ花粉症に対する免疫療法の有効性はよくて40％という過去の報告もあるが、このような低い成功率の最大の原因は、スギ花粉症患者の70~90％は、スギ花粉と同時に飛散するハンノキやヒノキも含めた種々の木やイネ科の草の花粉にも感作されているが、これらの花粉に対する治療エキスは全く市販されていないことである。標準化スギ花粉とともに他の必要な花粉アレルゲンを使用した治療を行えば、日本においても免疫療法の有効性が欧米のレベルに達することを望める。

## 著書
- 『アレルギー：正しい治療のために』中公新書、1988年、ISBN 4-12-100873-1
- 『減感作療法でぜんそくは治る』講談社<健康ライブラリー>、1995年、ISBN 4-06-254046-0
- 『日本のアレルギー診療は50年遅れている：喘息も花粉症もアレルギー免疫療法（減感作療法）で治る』メディカルトリビューン、2007年、ISBN 978-4-89589-336-7